# Liste des élections partielles québécoises
Cet article présente une liste des élections partielles québécoises depuis la Confédération canadienne en 1867. 

## Description
Une élection partielle ou élection complémentaire, vise à combler un ou plusieurs sièges vacants à l'Assemblée nationale. Le siège d'un député peut être vacant pour plusieurs raisons tels le décès de ce dernier, sa démission, une nomination à titre de juge, fonctionnaire ou candidat pour les élections fédérales.

## AuXXesiècle

### 10e Législature (1900-1904)
| Circonscription | Date              | Sortant                          | Parti         | Cause                              | Élu                                    | Parti              |
| --------------- | ----------------- | -------------------------------- | ------------- | ---------------------------------- | -------------------------------------- | ------------------ |
| Lévis           | 24 octobre 1901   | Charles Langelier                | Parti Libéral | Démission                          | Jean-Cléophas Blouin                   | Parti Libéral      |
| Drummond        | 31 octobre 1901   | William John Watts               | Parti Libéral | Inconnu                            | Joseph Laferté                         | Parti Libéral      |
| Québec-comté    | 31 octobre 1901   | Némèse Garneau                   | Parti Libéral | Nommé membre du conseil législatif | Cyrille Fraser Delâge                  | Parti Libéral      |
| Vaudreuil       | 31 octobre 1901   | Émery Lalonde (fils)             | Parti Libéral | Inconnu                            | Hormisdas Pilon                        | Parti Libéral      |
| Beauce          | 31 janvier 1902   | Henri Sévérin Béland             | Parti Libéral | Démission                          | Arthur Godbout                         | Parti Libéral      |
| Québec-centre   | 11 juillet 1902   | Amédée Robitaille                | Parti Libéral | Nommé ministre                     | Amédé Robitaille                       | Parti Libéral      |
| L'Islet         | 26 septembre 1902 | François-Gilbert Miville-Dechêne | Parti Libéral | Inconnu                            | Joseph-Édouard Caron                   | Parti Libéral      |
| Soulanges       | 3 octobre 1902    | Avila-Gonzaque Bourbonnais       | Parti Libéral | Décès                              | Arcade-Momer Bissonnette               | Parti Conservateur |
| Stanstead       | 3 octobre 1902    | Moodie Brock Lovell              | Parti Libéral | Inconnu                            | Georges-Henri Saint-Pierre             | Parti Conservateur |
| Brome           | 29 octobre 1903   | Henry Thomas Duffy               | Parti Libéral | Décès                              | John Charles James Sarsfield McCorkill | Parti Libéral      |
| Berthier        | 10 mars 1904      | Cuthbert-Alphonse Chênevert      | Parti Libéral | Inconnu                            | Joseph Lafontaine                      | Parti Libéral      |
| Maskinongé      | 10 mars 1904      | Hector Caron                     | Parti Libéral | Inconnu                            | Georges Lafontaine                     | Parti Conservateur |
| Portneuf        | 10 mars 1904      | Jules Tessier                    | Parti Libéral | Nommé sénateur                     | Damase Naud                            | Parti Conservateur |
| Shefford        | 10 mars 1904      | Tancrède Boucher de Grosbois     | Parti Libéral | Démission                          | Auguste Mathieu                        | Parti Libéral      |

### 11ᵉ législature (1904-1908)
| Circonscription      | Date              | Sortant                                | Parti       | Cause                       | Élu                            | Parti        |
| -------------------- | ----------------- | -------------------------------------- | ----------- | --------------------------- | ------------------------------ | ------------ |
| Bellechasse          | 3 avril 1905      | Adélard Turgeon                        | Libéral     | Nommé Ministre              | Adélard Turgeon                | Libéral      |
| Kamouraska           | 3 avril 1905      | Louis-Rodolphe Roy                     | Libéral     | Nommé Ministre              | Louis-Rodolphe Roy             | Libéral      |
| Rimouski             | 3 avril 1905      | Auguste Tessier                        | Libéral     | Nommé Ministre              | Auguste Tessier                | Libéral      |
| Montréal No 2        | 10 avril 1905     | Lomer Gouin                            | Libéral     | Nommé Premier Ministre      | Lomer Gouin                    | Libéral      |
| Yamaska              | 20 juin 1905      | Louis-Jules Allard                     | Libéral     | Nommé Ministre              | Édouard Ouellette              | Libéral      |
| Terrebonne           | 17 juillet 1905   | Jean Prévos                            | Libéral     | Nommé Ministre              | Jean Prévost                   | Libéral      |
| Montréal No 4        | 7 octobre 1905    | James Cochrane                         | Libéral     | Décédé                      | George Washington Stephens Jr. | Libéral      |
| Saint-Sauveur        | 14 octobre 1905   | Simon-Napoléon Parent                  | Libéral     | Démission                   | Charles-Eugène Côté            | Libéral      |
| Napierville          | 14 décembre 1905  | Dominique Monet                        | Libéral     | Nommé protonotaire          | Cyprien Dorris                 | Libéral      |
| Argenteuil           | 10 septembre 1906 | William Alexander Weir                 | Libéral     | Nommé Ministre              | William Alexander Weir         | Libéral      |
| Brome                | 10 septembre 1906 | John Charles James Sarsfield McCorkill | Libéral     | Nommé juge                  | William Frederick Vilas        | Libéral      |
| L'Assomption         | 29 octobre 1906   | Joseph-Édouard Duhamel                 | Libéral     | Démission                   | Louis-Joseph Gauthier          | Libéral      |
| Iberville            | 5 novembre 1906   | François Gosselin                      | Libéral     | Nommé au conseil législatif | Joseph-Aldéric Benoît          | Libéral      |
| Îles-de-la-Madeleine | 20 novembre 1906  | Robert Jamieson Leslie                 | Libéral     | Décédé                      | Louis-Albin Thériault          | Libéral      |
| Montréal No 5        | 24 janvier 1907   | Christopher Benfield Carter            | Indépendant | Décédé                      | Charles Ernest Gault           | Conservateur |
| Bellechasse          | 4 novembre 1907   | Adélard Turgeon                        | Libéral     | Démission                   | Adélard Turgeon                | Libéral      |
| Montmorency          | 4 novembre 1907   | Louis-Alexandre Taschereau             | Libéral     | Nommé Ministre              | Louis-Alexandre Taschereau     | Libéral      |
| Nicolet              | 4 novembre 1907   | Alfred Marchildon                      | Libéral     | Nommé Juge                  | Charles Ramsay Devlin          | Libéral      |
| Rimouski             | 4 novembre 1907   | Auguste Tessier                        | Libéral     | Nommé Juge                  | Pierre-Émile D'Anjou           | Libéral      |
| Châteauguay          | 16 décembre 1907  | Honoré Mercier (fils)                  | Libéral     | Démission                   | Hospice Desrosier              | Conservateur |

### 36elégislature(1998-2003)
| Circonscription | Date             | Sortant                  | Parti | Parti           | Causes    | Élu                | Parti | Parti               |
| --------------- | ---------------- | ------------------------ | ----- | --------------- | --------- | ------------------ | ----- | ------------------- |
| Mercier         | 9 avril 2001     | Robert Perreault         |       | Parti québécois | Démission | Nathalie Rochefort |       | Libéral             |
| Blainville      | 1er octobre 2001 | Céline Signori           |       | Parti québécois | Démission | Richard Legendre   |       | Parti québécois     |
| Jonquière       | 1er octobre 2001 | Lucien Bouchard          |       | Parti québécois | Démission | Françoise Gauthier |       | Libéral             |
| Labelle         | 1er octobre 2001 | Jacques Léonard          |       | Parti québécois | Démission | Sylvain Pagé       |       | Parti québécois     |
| Laviolette      | 1er octobre 2001 | Jean-Pierre Jolivet      |       | Parti québécois | Démission | Julie Boulet       |       | Libéral             |
| Anjou           | 15 avril 2002    | Jean-Sébastien Lamoureux |       | Libéral         | Démission | Lise Thériault     |       | Libéral             |
| Saguenay        | 15 avril 2002    | Gabriel-Yvan Gagnon      |       | Parti québécois | Démission | François Corriveau |       | Action démocratique |
| Viger           | 15 avril 2002    | Cosmo Maciocia           |       | Libéral         | Démission | Anna Mancuso       |       | Libéral             |
| Berthier        | 17 juin 2002     | Gilles Baril             |       | Parti québécois | Démission | Marie Grégoire     |       | Action démocratique |
| Joliette        | 17 juin 2002     | Guy Chevrette            |       | Parti québécois | Démission | Sylvie Lespérance  |       | Action démocratique |
| Lac-Saint-Jean  | 17 juin 2002     | Jacques Brassard         |       | Parti québécois | Démission | Stéphan Tremblay   |       | Parti québécois     |
| Vimont          | 17 juin 2002     | David Cliche             |       | Parti québécois | Démission | François Gaudreau  |       | Action démocratique |

## AuXXIesiècle

### 37elégislature(2003-2007)
| Circonscription            | Date              | Sortant          | Parti | Parti           | Causes    | Élu               | Parti | Parti               |
| -------------------------- | ----------------- | ---------------- | ----- | --------------- | --------- | ----------------- | ----- | ------------------- |
| Gouin                      | 20 septembre 2004 | André Boisclair  |       | Parti québécois | Démission | Nicolas Girard    |       | Parti québécois     |
| Laurier-Dorion             | 20 septembre 2004 | Christos Sirros  |       | Libéral         | Démission | Elsie Lefebvre    |       | Parti québécois     |
| Nelligan                   | 20 septembre 2004 | Russell Williams |       | Libéral         | Démission | Yolande James     |       | Libéral             |
| Vanier                     | 20 septembre 2004 | Marc Bellemare   |       | Libéral         | Démission | Sylvain Légaré    |       | Action démocratique |
| Outremont                  | 12 décembre 2005  | Yves Séguin      |       | Libéral         | Démission | Raymond Bachand   |       | Libéral             |
| Verchères                  | 12 décembre 2005  | Bernard Landry   |       | Parti québécois | Démission | Stéphane Bergeron |       | Parti québécois     |
| Sainte-Marie–Saint-Jacques | 10 avril 2006     | André Boulerice  |       | Parti québécois | Démission | Martin Lemay      |       | Parti québécois     |
| Pointe-aux-Trembles        | 14 août 2006      | Nicole Léger     |       | Parti québécois | Démission | André Boisclair   |       | Parti québécois     |
| Taillon                    | 14 août 2006      | Pauline Marois   |       | Parti québécois | Démission | Marie Malavoy     |       | Parti québécois     |

### 38elégislature(2007-2008)
| Circonscription     | Date              | Sortant            | Parti | Parti           | Causes    | Élu               | Parti | Parti           |
| ------------------- | ----------------- | ------------------ | ----- | --------------- | --------- | ----------------- | ----- | --------------- |
| Charlevoix          | 24 septembre 2007 | Rosaire Bertrand   |       | Parti québécois | Démission | Pauline Marois    |       | Parti québécois |
| Bourget             | 12 mai 2008       | Diane Lemieux      |       | Parti québécois | Démission | Maka Kotto        |       | Parti québécois |
| Hull                | 12 mai 2008       | Roch Cholette      |       | Libéral         | Démission | Maryse Gaudreault |       | Libéral         |
| Pointe-aux-Trembles | 12 mai 2008       | André Boisclair    |       | Parti québécois | Démission | Nicole Léger      |       | Parti québécois |
| Jean-Talon          | 29 septembre 2008 | Philippe Couillard |       | Libéral         | Démission | Yves Bolduc       |       | Libéral         |

### 39elégislature(2008-2012)
| Circonscription        | Date              | Sortant               | Parti | Parti               | Causes    | Élu                | Parti | Parti           |
| ---------------------- | ----------------- | --------------------- | ----- | ------------------- | --------- | ------------------ | ----- | --------------- |
| Marguerite-Bourgeoys   | 22 juin 2009      | Monique Jérôme-Forget |       | Libéral             | Démission | Clément Gignac     |       | Libéral         |
| Rivière-du-Loup        | 22 juin 2009      | Mario Dumont          |       | Action démocratique | Démission | Jean D'Amour       |       | Libéral         |
| Rousseau               | 21 septembre 2009 | François Legault      |       | Parti québécois     | Démission | Nicolas Marceau    |       | Parti québécois |
| Vachon                 | 5 juillet 2010    | Camil Bouchard        |       | Parti québécois     | Démission | Martine Ouellet    |       | Parti québécois |
| Saint-Laurent          | 13 septembre 2010 | Jacques P. Dupuis     |       | Libéral             | Démission | Jean-Marc Fournier |       | Libéral         |
| Kamouraska-Témiscouata | 29 novembre 2010  | Claude Béchard        |       | Libéral             | Démission | André Simard       |       | Parti québécois |
| Bonaventure            | 5 décembre 2011   | Nathalie Normandeau   |       | Libéral             | Démission | Damien Arsenault   |       | Libéral         |
| Argenteuil             | 11 juin 2012      | David Whissell        |       | Libéral             | Démission | Roland Richer      |       | Parti québécois |
| LaFontaine             | 11 juin 2012      | Tony Tomassi          |       | Indépendant         | Démission | Marc Tanguay       |       | Libéral         |

### 40elégislature(2012-2014)
| Circonscription | Date            | Sortant          | Parti | Parti   | Causes    | Élu                | Parti | Parti   |
| --------------- | --------------- | ---------------- | ----- | ------- | --------- | ------------------ | ----- | ------- |
| Outremont       | 9 décembre 2013 | Raymond Bachand  |       | Libéral | Démission | Philippe Couillard |       | Libéral |
| Viau            | 9 décembre 2013 | Emmanuel Dubourg |       | Libéral | Démission | David Heurtel      |       | Libéral |

### 41elégislature(2014-2018)
| Circonscription         | Date            | Sortant              | Parti | Parti            | Causes    | Élu                   | Parti | Parti            |
| ----------------------- | --------------- | -------------------- | ----- | ---------------- | --------- | --------------------- | ----- | ---------------- |
| Lévis                   | 20 octobre 2014 | Christian Dubé       |       | Coalition avenir | Démission | François Paradis      |       | Coalition avenir |
| Richelieu               | 9 mars 2015     | Élaine Zakaïb        |       | Parti québécois  | Démission | Sylvain Rochon        |       | Parti québécois  |
| Jean-Talon              | 8 juin 2015     | Yves Bolduc          |       | Libéral          | Démission | Sébastien Proulx      |       | Libéral          |
| Chauveau                | 8 juin 2015     | Gérard Deltell       |       | Coalition avenir | Démission | Véronyque Tremblay    |       | Libéral          |
| Saint-Henri–Sainte-Anne | 9 novembre 2015 | Marguerite Blais     |       | Libéral          | Démission | Dominique Anglade     |       | Libéral          |
| René-Lévesque           | 9 novembre 2015 | Marjolain Dufour     |       | Parti québécois  | Démission | Martin Ouellet        |       | Parti québécois  |
| Fabre                   | 9 novembre 2015 | Gilles Ouimet        |       | Libéral          | Démission | Monique Sauvé         |       | Libéral          |
| Beauce-Sud              | 9 novembre 2015 | Robert Dutil         |       | Libéral          | Démission | Paul Busque           |       | Libéral          |
| Chicoutimi              | 11 avril 2016   | Stéphane Bédard      |       | Parti québécois  | Démission | Mireille Jean         |       | Parti québécois  |
| Verdun                  | 5 décembre 2016 | Jacques Daoust       |       | Libéral          | Démission | Isabelle Melançon     |       | Libéral          |
| Saint-Jérôme            | 5 décembre 2016 | Pierre Karl Péladeau |       | Parti québécois  | Démission | Marc Bourcier         |       | Parti québécois  |
| Marie-Victorin          | 5 décembre 2016 | Bernard Drainville   |       | Parti québécois  | Démission | Catherine Fournier    |       | Parti québécois  |
| Arthabaska              | 5 décembre 2016 | Sylvie Roy           |       | Indépendant      | Décès     | Eric Lefebvre         |       | Coalition avenir |
| Gouin                   | 29 mai 2017     | Françoise David      |       | Québec solidaire | Démission | Gabriel Nadeau-Dubois |       | Québec solidaire |
| Louis-Hébert            | 2 octobre 2017  | Sam Hamad            |       | Libéral          | Démission | Geneviève Guilbault   |       | Coalition avenir |

### 42elégislature(2018-2022)
| Circonscription | Date             | Sortant            | Parti | Parti           | Causes    | Élu               | Parti | Parti            |
| --------------- | ---------------- | ------------------ | ----- | --------------- | --------- | ----------------- | ----- | ---------------- |
| Roberval        | 10 décembre 2018 | Philippe Couillard |       | Libéral         | Démission | Nancy Guillemette |       | Coalition avenir |
| Jean-Talon      | 2 décembre 2019  | Sébastien Proulx   |       | Libéral         | Démission | Joëlle Boutin     |       | Coalition avenir |
| Marie-Victorin  | 11 avril 2022    | Catherine Fournier |       | Parti québécois | Démission | Shirley Dorismond |       | Coalition avenir |

### 43elégislature(2022-)
| Circonscription         | Date           | Sortant           | Parti | Parti            | Causes    | Élu                     | Parti | Parti            |
| ----------------------- | -------------- | ----------------- | ----- | ---------------- | --------- | ----------------------- | ----- | ---------------- |
| Saint-Henri–Sainte-Anne | 13 mars 2023   | Dominique Anglade |       | Libéral          | Démission | Guillaume Cliche-Rivard |       | Québec solidaire |
| Jean-Talon              | 2 octobre 2023 | Joëlle Boutin     |       | Coalition avenir | Démission | Pascal Paradis          |       | Parti québécois  |
| Terrebonne              | 17 mars 2025   | Pierre Fitzgibbon |       | Coalition avenir | Démission | Catherine Gentilcore    |       | Parti québécois  |
| Arthabaska              | 11 août 2025   | Éric Lefebvre     |       | Coalition avenir | Démission | Alex Boissonneault      |       | Parti québécois  |